# Rea Gill
Der Rea Gill ist ein Wasserlauf in Cumbria, England. Er entsteht aus dem Zusammenfluss des Flowerymea Gutter und des Cocklake Sike Er fließt in nordöstlicher Richtung. Bei seinem Zusammenfluss mit dem Great Wygill entsteht der hier in seinem Oberlauf Ease Gill genannte Sleightholme Beck.